# Гимн Молдовы
Гимн Молдовы (рум. Imnul de Stat al Republicii Moldova) — композиция «Наш язык» (рум. Limba noastră) на стихи Алексея Матеевича (1888—1917). Автор музыки — Александру Кристя, аранжировка — Валентин Дынга. В гимн вошли только пять строф из всего стихотворения — 1, 2, 5, 8 и 12-я. Композиция стала гимном Молдовы в 1994 году. Ранее гимном была композиция «Проснись, румын!» (рум. Deşteaptă-te, române!) на слова А. Мурешану, которая с 1989 года является гимном Румынии.
Стихотворение «Наш язык» является вдохновенным гимном родному румынскому языку, который Матеевич считал «высшим выражением самой сущности народа, его истории, борьбы, быта, веры, творчества, ценным наследием, которое надо беречь и совершенствовать».

## Текст гимна
| Латиница | Кириллица | Стихотворение Матеевича «Наш язык» |
| Limba noastră-i o comoară În adîncuri înfundată Un şirag de piatră rară Pe moşie revărsată. Limba noastră-i foc ce arde Într-un neam, ce fără veste S-a trezit din somn de moarte Ca viteazul din poveste. Limba noastră-i numai cîntec, Doina dorurilor noastre, Roi de fulgere, ce spintec Nouri negri, zări albastre. Limba noastră-i graiul pîinii, Cînd de vînt se mişcă vara; In rostirea ei bătrînii Cu sudori sfinţit-au ţara. Limba noastră-i frunză verde, Zbuciumul din codrii veşnici, Nistrul lin, ce-n valuri pierde Ai luceferilor sfeşnici. Limba noastră-i vechi izvoade. Povestiri din alte vremuri; Şi citindu-le 'nşirate, - Te-nfiori adînc şi tremuri. Limba noastră îi aleasă Să ridice slava-n ceruri, Să ne spiue-n hram şi-acasă Veşnicele adevăruri. Limba noastra-i limbă sfîntă, Limba vechilor cazanii, Care o plîng şi care o cîntă Pe la vatra lor ţăranii. Înviaţi-vă dar graiul, Ruginit de multă vreme, Stergeţi slinul, mucegaiul Al uitării 'n care geme. Strîngeţi piatra lucitoare Ce din soare se aprinde - Şi-ţi avea în revărsare Un potop nou de cuvinte. Nu veţi plînge-atunci amarnic, Că vi—i limba prea săracă, Şi-ţi vedea, cît îi de darnic Graiul ţării noastre dragă. Răsări-va o comoară În adîncuri înfundată, Un şirag de piatră rară Pe moşie revărsată. | Лимба ноастрэ-й о комоарэ ын адынкурь ынфундатэ Ун шираг де пятрэ рарэ пе мошие ревэрсатэ. Лимба ноастрэ-й фок че арде ынтр-ун ням, че фэрэ весте С-а трезит дин сомн де моарте ка витязул дин повесте. Лимба ноастрэ-й нумай кынтек дойна дорурилор ноастре Рой де фулӂере, че спинтек ноурь негри, зэрь албастре. Лимба ноастрэ-й граюл пыйний кынд де вынт се мишкэ вара Ын ростиря ей бэтрыний ку судорь сфинцит-ау цара. Лимба ноастрэ-й фрунзэ верде збучумул дин кодрий вешничь Ниструл лин, че-н валурь пиерде ай лучеферилор сфешничь. Лимба ноастрэ-й векь извоаде повестирь дин алте времурь Ши читинду-ле ’нширате те-нфиорь адынк ши тремурь. Лимба ноастрэ ый алясэ сэ ридиче слава-н черурь Сэ не спуе-н храм ши-акасэ вешничеле адевэрурь. Лимба ноастрэ-й лимбэ сфынтэ лимба векилор казаний Каре-о плынг ши каре-о кынтэ пе ла ватра лор цэраний. Ынвиаци-вэ дар граюл руӂинит де мултэ време Штерӂець слинул, мучегаюл ал уйтэрий ’н каре ӂеме. Стрынӂець пятра лучитоаре че дин соаре се апринде Ши-ць авя ын ревэрсаре ун потоп ноу де кувинте. Ну вець плынӂе-атунчь амарник кэ ви-й лимба пря сэракэ Ши-ць ведя, кыт ый де дарник граюл цэрий ноастре драгэ. Рэсэри-ва о комоарэ ын адынкурь ынфундатэ Ун шираг де пятрэ рарэ пе мошие ревэрсатэ. | Наш язык, наш клад нетленный От безверия укрытый, Свет жемчужин драгоценных, Над отчизною разлитый. Наш язык — душа живая Пробуждённого народа. Он воспрянул, разрывая Сна мертвящие тенёта. В нём живут огонь и дойна, Грусть полей и шелест хлеба, Полыханье белых молний, Рвущих тучу в чёрном небе. Это боль, сердец томленье, Тихий говор дедов наших, Что любили эту землю Правдой рук в труде угасших. Наш язык — узор прекрасный, Кодры, шорох листопада. Плёс Днестра, в котором ясно Догорают звёзд лампады. Наш язык — скрижаль былого, Голос многих поколений. Это их святое слово Пробуждает в нас волненье. Словом предков мы по праву Воспеваем в час урочный Вековечных истин славу В светлом храме, в доме отчем. Потому он свят до боли, Что на нём в отцовском крае И оплакивают долю, И застолье воспевают. Нет ему в веках забвенья, Что забыто — воскресите, Пыль эпох с него сотрите, — Жаждет он освобожденья. Соберите свет жемчужин С ярким радужным отливом — И пред вами хлынет дружный Новых слов поток бурливый. Нет, роптать вам не придётся На язык свой с укоризной, — Он щедрее струй в колодцах Нашей матери-отчизны. Да пребудет он нетленным От безверия укрытый, Свет жемчужин драгоценных Над отчизною разлитый. |

### История создания
Впервые стихотворение «Наш язык» было опубликовано в газете «Кувынт молдовенеск» («Молдавское слово») 21 июня 1917 года. О желании написать стихотворение о «нашем языке» Матеевич говорил весной того же года в одном из писем с Румынского фронта (румынское село Мэрэшешты в Карпатах). Замысел был реализован в июне 1917 года. 17-го числа стихотворение было завершено, на следующий день оно было прочитано автором при открытии в Кишинёве курсов молдавских учителей. Стихотворение печаталось также в журнале «Кувынт молдовенеск» (1917, № 49, 21 июня, с. 2) — бесплатном приложении к одноимённой газете, в журнале «Шкоала молдовеняскэ» (1917, № 2—4, июль-сентябрь, с. 94). В том же году произведение было опубликовано в румынской газете «Neamul Românesc» от 29 августа. В последующие годы оно включалось абсолютно во все издания произведений Матеевича, осуществлённые в румынской Бессарабии и затем в Советской Молдавии. Им, по сложившейся традиции, открывается каждое новое издание. В 1930-е годы композитор Александру Кристя переложил стихотворение на музыку. В настоящее время оно насчитывает множество изданий и публикаций, в том числе и отдельными книжками, изучается в молдавской средней школе.
Автором перевода стихотворения на русский язык является Д. Ольченко.

## Гимн молдаван (1828—1835)
Автором неофициального гимна является Георге Асаки, написавший его в декабре 1828 года. Гимн представляет собой обращение к Богу, то есть является религиозным гимном. «Когда было создано новое политическое учреждение Мелодия, по Хору из Мойси».
| Первая часть                                                                           | Вторая часть                                                                                   |
| -------------------------------------------------------------------------------------- | ---------------------------------------------------------------------------------------------- |
| Din tronul cel de stele, O, Doamne, ia aminte, A fiilor, părinte, Ascultă ruga-n ceri! | Moldovei fericire, O, Doamne,-ntemeiaz-o, Urmașii noștri vaz-o Din zi în zi sporind.           |
| Pe anul ce acuma Din sânul tău derează Îl binecuvântează Cu cii ce-l vor urma.         | Pre vasul nou ce duce A patriei noastre soarte Lin zefir ca să-l poarte Spre țărmul cel dorit. |
| Nici casa, nici câmpia, Cu grindeni, cu furtună, Cu fulgeri ce detună Nu ne mai certa. | Pre-Auguștii Protectori, Tot harul ș-acel bine, Ce de la ii ni vine, Revarsă-l înmiit!         |

## Гимн молдаван (1835—1837)
Неофициальный гимн создан в ноябре-декабре 1835 года Георге Асаки, при исполнении гимна использовалась музыка Генри Кэри («Боже, храни короля», 1743 г.).
| Куплеты : | Припев :                                                                              |
| --- | ------------------------------------------------------------------------------------- |
| Din sânul timpului, Ce zboară răpede Preste noian, Derează-atomul Și cătră miile Adaoge-un an.                        | Mana a Proniei Preste câmpiile A rourat, Temis și muzele Fruntea Moldaviei A cununat. |
| Acuma îngerii Lină menitu-ni-au Ferice trecere Cătră liman. În sfera patriei Petrec Luceferii Curs strălucit;         | Fie dar cursul lor În ceriul patriei Cât și a timpului Îndelungat!                    |
| Cu focul razelor Pre toate stelele A tunecit. Din plaiuri nordice Unu-i, iar soțul său Din poarta soarelui A răsărit. |                                                                                       |

## «Imn» Георге Асаки (1837 год)
Третий неофициальный гимн, написанный Георге Асаки примерно в 1837 году, использовался Молдавской милицией во время военных упражнений
| Первый столбик | Второй столбик |
| --- | --- |
| Doamne-a lumei scutitor, Ce din timp îndelungat Pe-a Moldaviei popor Păn-acum ai apărat, Vasul patriei plutitor, Din turbatul ocean, Să-l conduci cu-al tău favor La un fericit liman! Ruga şi al nostru dor Azi depunem pe altar, Pe a patriei viitor Doamne,-ntinde al tău har! | Fie-ostaşul pământean Patriei sale apărător, Numele de moldovan Ş-azi să-i fie de lucor. Cerul fie-ni sănin, Mănos patriei pământ, Şi uniţi în cuget lin Să rugăm pe Zeul sfânt: Vasul patriei plutitor, Din turbatul ocean, Să-l conduci cu-al tău favor La un fericit liman! |